# Закинф
За́кинф (греч. Ζάκυνθος, МФА: [ˈzacinθɔs], Закинтос) — остров в Ионическом море, один из Ионических островов — третий по площади.

## Географические данные
Площадь: 407,58 км².
Население: 40 759 человек (2011).

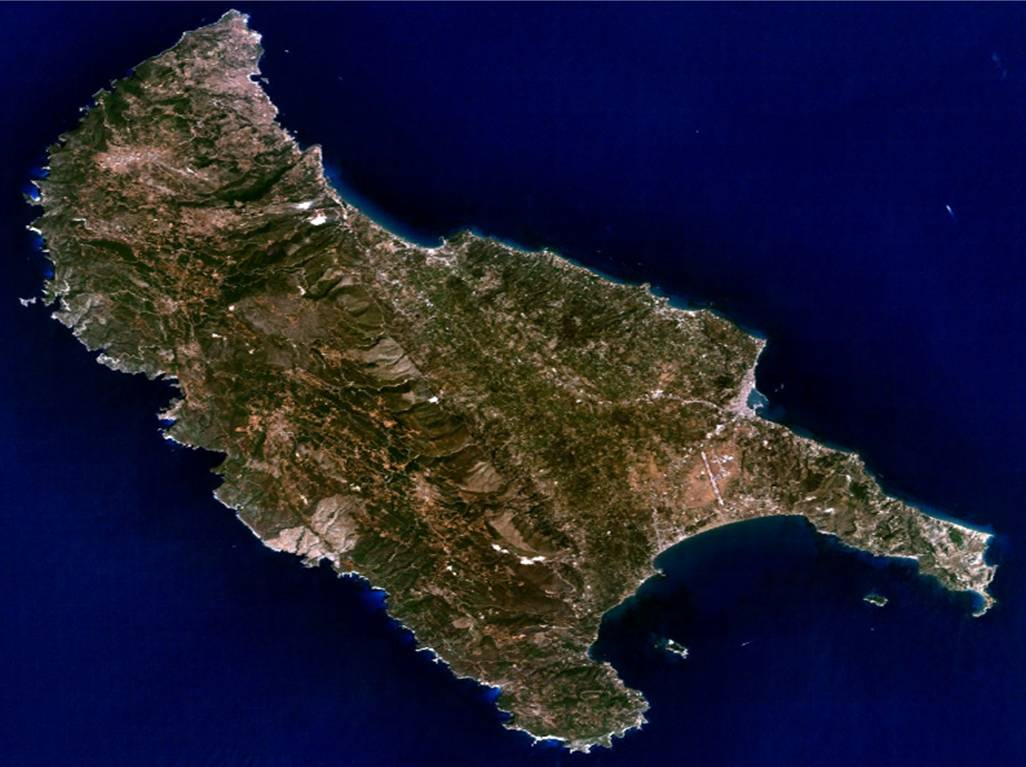
Спутниковый снимок острова

Населённые пункты: Столица острова — город Закинтос или Занте.
Строение и рельеф: Территория острова состоит из двух горных цепей, разделённых долиной.
Природные ресурсы/экология: На острове большая популяция черепах каретта-каретта, которые откладывают на песках острова яйца.
Промышленность: почти отсутствует, есть завод по производству оливкового масла и винный завод.
Сельское хозяйство: Выращиваются типичные культуры: маслины, виноград, в т.ч. для изготовления коринки и цитрусовые. Почва острова отлично впитывает влагу, поэтому на Закинфе нет недостатка в артезианских источниках.
Туризм: Отличные пляжи, составляющие большую часть береговой линии, привлекают большое количество туристов. Интересен Закинф и своими историческими памятниками. В местечке Волиме сохранились впечатляющая венецианская башня и старинные церкви, украшенные фресками XI—XIV веков, а в столице острова — мощная крепость, также построенная венецианцами.
Рыболовство: прибрежное.
Транспорт: На остров можно попасть самолётом из Афин. Морское сообщение — паром из Килини в столицу острова, где имеется яхтенная марина. Также открыты международные чартерные авиарейсы из разных стран мира, в том числе из России. Остров имеет развитую современную дорожную сеть.

## История
Название острова происходит от имени Закинфа, сына царя Фригии Дардана.
Затем, согласно мифологии, остров был завоеван Аркисиосом, дедом Одиссея.
Согласно Гомеру, жители Закинфа участвовали в походе на Трою под предводительством Одиссея, вместе с жителями Итаки.
Во время греко-персидских войн Закинф держался нейтралитета, и подобным образом в римский период ему была предоставлена автономия. В Римскую эпоху остров был центром производства вина и масла.
В византийский период остров дважды подвергся налету пиратов и вандалов.
В 1185 году остров был захвачен норманнами из Сицилии и оставался под контролем итальянцев до 1479 года, перейдя затем в руки венецианцев. Венецианцам очень нравился остров, и они прозвали его «цветком Леванта». В 1564 году на острове погиб, по другим данным, пропал без вести выдающийся врач-анатом Андреас Везалий, возвращавшийся на корабле из паломничества в Иерусалим.
В длительных войнах Османской империи с Венецианской республикой (XV—XVIII вв.) за владение Ионическим архипелагом активное участие принимали уроженцы острова.
Господство Венеции было прервано республиканской Францией по Кампо-Формийскому мирному договору 1797 года, а затем в 1798 году французы были выбиты в ходе похода адмирала Ушакова.
При поддержке Ушакова было создано греческое государство Семи островов, которое просуществовало с 1800 по 1809 годы. Согласно Тильзитскому миру французы возвратились на острова.
По окончании Наполеоновских войн в 1813 году острова под названием «Ионическая республика» становятся британским протекторатом.
В 1864 году англичане, под давлением островитян, были вынуждены передать острова, включая Закинф, возрожденному к тому времени в ходе освободительной войны 1821—1829 годов греческому государству.
В 1953 году остров сильно пострадал от землетрясения.

## Лица, связанные с Закинфом
- Аксаков, Константин Сергеевич (1817—1860) — русский писатель. Жил и умер на Закинфе.
- Варваци, Иван Андреевич (1745—1825) — русский дворянин и меценат греческого происхождения, член тайного освободительного общества Филики Этерия, умер на острове, находясь в заключении.
- Везалий, Андреас (1514—1564) — врач и анатом, основоположник научной анатомии. Оказавшись на острове после кораблекрушения, умер от голода и болезни.
- Паисий Агиапостолит ( - 1607) - митриполит (1597-1603)[5] Родский. Уроженец Закинфа.
- Лукас Каррер[греч.] (1909—1985) — мэр Закинфа с 1937 по апрель 1945. За спасение еврейской общины Закинфа признан израильским Яд ва-Шемом Праведником народов мира[6].
- Костаки, Георгий Дионисович (1913—1995) русский коллекционер греческого происхождения (родители с Закинфа).
- Ксенопулос, Григориос (1867—1951) — писатель. Вырос на Закинфе.
- Порфирий Палеолог (?-1643) — православный церковный деятель, архиепископ Охридский (1623—1627).
- Дионисиос Тавуларис, греческий актёр, театральный деятель, один из пионеров афинского театра XIX века.
- Хризостом (Димитриу) (1890—1958) — епископ Элладской православной церкви, митрополит Трифилийский и Олимпийский. За спасение еврейской общины Закинфа признан израильским Яд ва-Шемом Праведником народов мира[7].
- Циллер, Эрнст (1837—1923) — немецкий архитектор, автор городского театра в Закинтосе.

## Достопримечательности

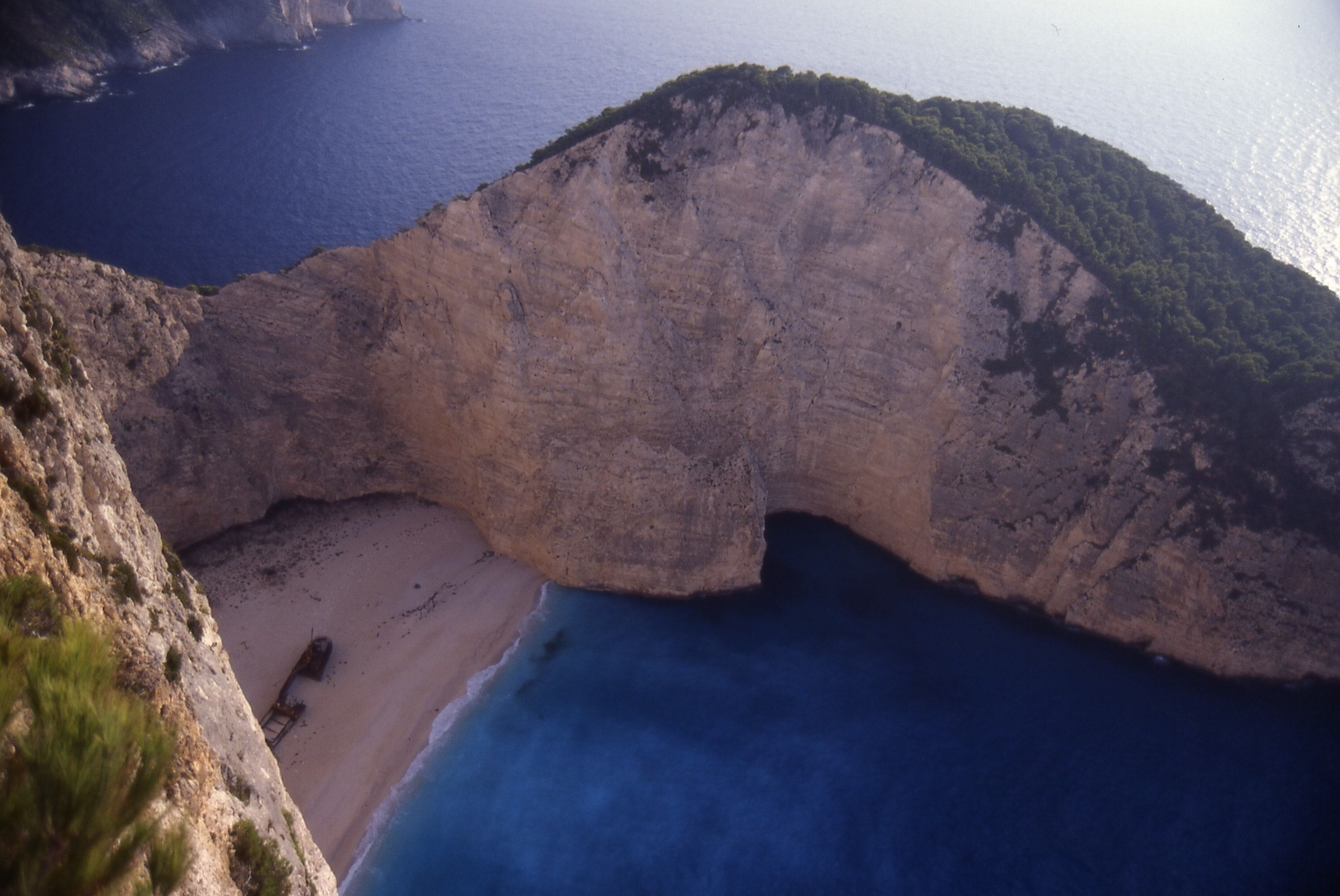
Бухта Навагио

- Закинтос — столица острова. В городе есть несколько интересных церквей. В Византийском музее представлена коллекция икон XVII века.
- Волиме — деревня, жители которой ткут ковры с традиционным орнаментом. В деревне сохранились две церкви — XII и XIII веков.
- Залив «Лагана» — его пляжи являются местом яйценошения морских черепах «каретта-каретта». С 1999 г. объявлен национальным парком.